# Hygrophorus arbustivus
Hygrophorus arbustivus (Elias Magnus Fries, 1836) din încrengătura Basidiomycota, în familia Hygrophoraceae și de genul Hygrophorus, este o specie devenită rară de ciuperci comestibile care coabitează, fiind un simbiont micoriza (formează micorize pe rădăcinile arborilor). O denumire populară nu este cunoscută. În România, Basarabia și Bucovina de Nord trăiește solitar sau în grupuri mai mici în principal pe soluri lutoase și calcaroase în păduri de foioase sub carpeni, fagi, mesteceni și stejari. Apare cu predilecție în regiuni mai călduroase de la câmpie la munte, din iulie până în noiembrie.

## Taxonomie

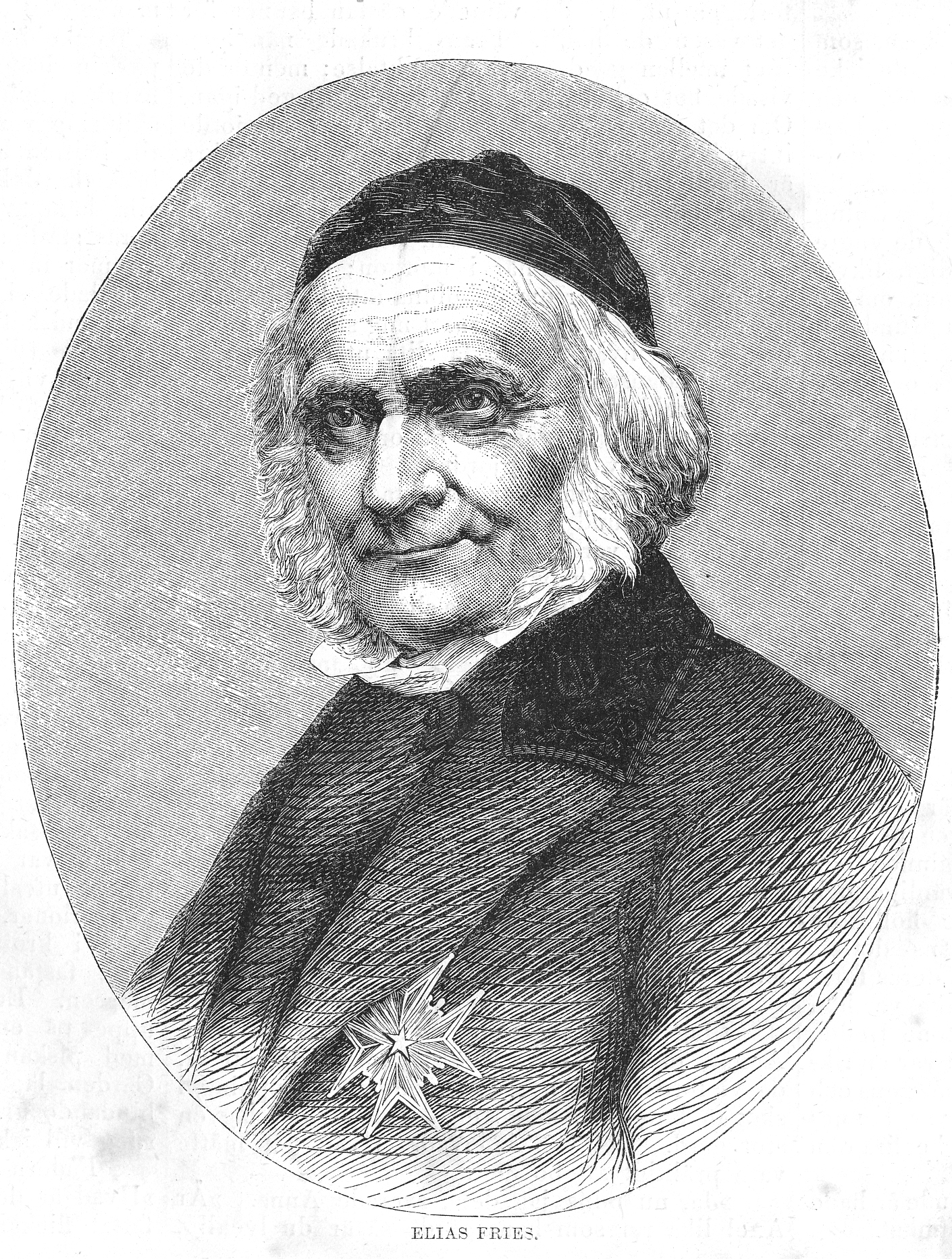
Elias M. Fries

Numele binomial Hygrophorus arbustivus a fost determinat de faimosul savant suedez Elias Magnus Fries în cartea sa Anteckningar öfver de i Sverige växande ätliga Svampar („Note despre ciupercile comestibile care cresc în Suedia”) din 1836, fiind și numele curent valabil (2023). 
Sinonim obligatoriu este Limacium arbustivum al botanistului și micologului german Paul Christoph Hennings (1841-1908) din 1898, bazând pe descrierea lui Fries. 
În rest, există numai un taxon acceptat, anume Hygrophorus arbustivus var. quercetorum al micologilor francezi Bon și Georges Chevassut (1923-2003) din 1985.
Epitetul specific este derivat din adjectivul latin (latină arbustus=plantat cu arbori), datorită locului de dezvoltare al speciei.

## Descriere

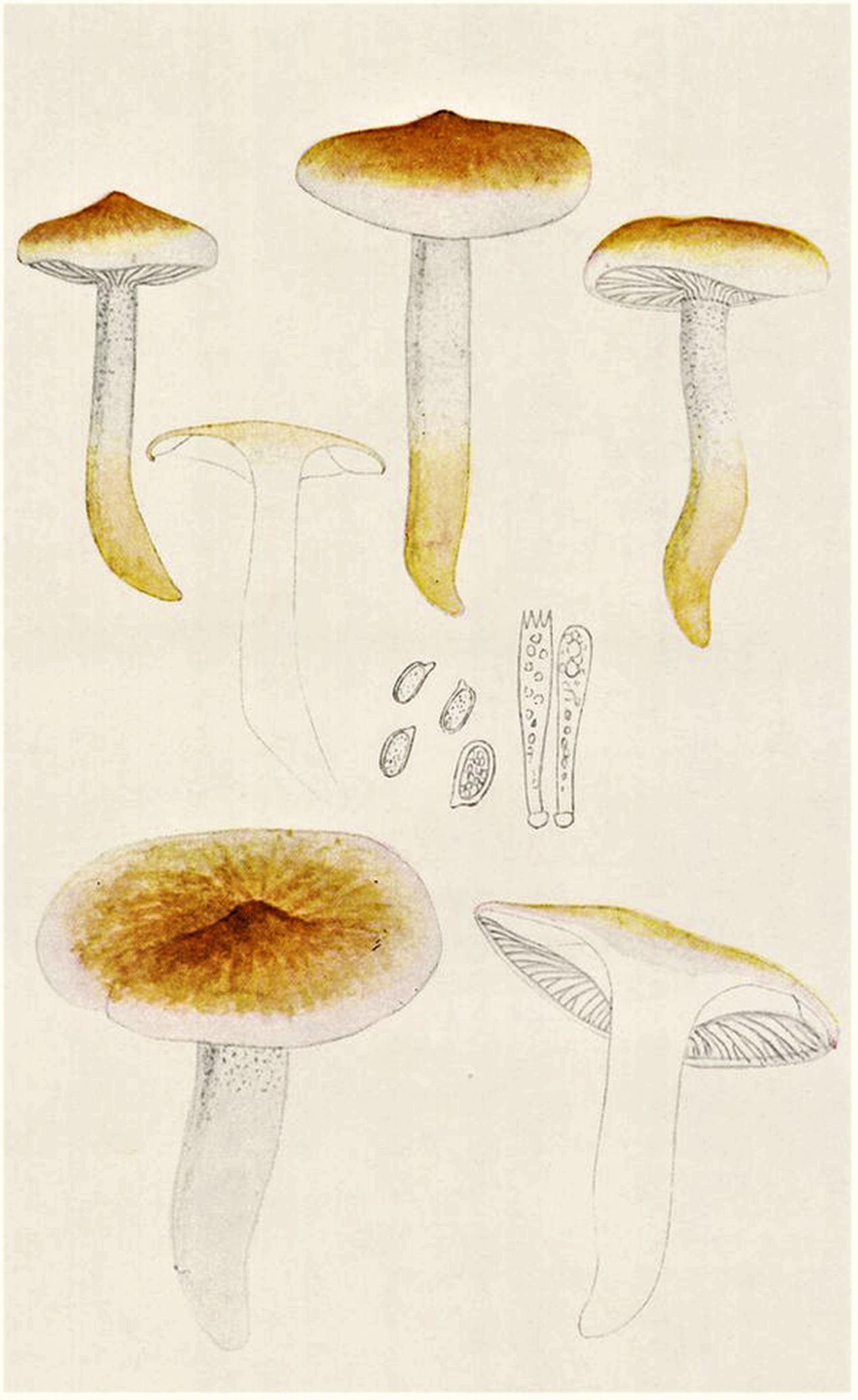
Bres.: Hygrophorus arbustivus

- Pălăria: destul de subțire, mai moale și slab elastică, nehigrofană, cu un diametru de 3,5-8 (9) cm este inițial conic-convexă cu marginea răsucită spre interior, apoi convexă până la ușor deprimată, adesea umbonată, la bătrânețe adâncită clar cu marginea ondulată și neregulată. Cuticula prevăzută cu fibrile încarnate pronunțat și vărgate longitudinal este în general uscată până slab lipicioasă, dar vâscoasă până la sub-glutinoasă când este umed. Coloritul este carneu, bej sau brun-portocaliu pal, spre centru mereu mai închis brun-carneu sau brun-roșcat, iar în jurul marginii mai deschis, albicios până crem-albicios.
- Lamelele: moi, destul de groase și moderat îndepărtate cu lameluțe intercalate de lungime diferită, ocazional și bifurcate, sunt atașate de picior cu un dinte până la slab decurente. Coloritul este pentru mult timp alb, devenind cu timpul gri-albicios, nu rar cu o tentă ocracee. Muchiile sunt netede.
- Piciorul: cu o lungime de 4-6 (8) cm și o lățime de 0,6-1 (1,5) cm este destul de solid, ceva elastic, cilindric cu baza diminuată, adesea adâncită în frunziș, cu suprafața uscată, fin floculos-granuloasă, spre vârf brumată, fiind plin pe dinăuntru. Coloritul este alb până crem-albicios deschis, spre bază mai închis. Nu poartă un inel.
- Carnea: albicioasă care nu îngălbenește după tăiere este destul de subțire, puțin elastică mai moale în pălărie și mai fermă în picior. Mirosul este imperceptibil și gustul blând, plăcut, ceva de nuci.[4][3]
- Caracteristici microscopice: are spori hialini (translucizi), netezi, elipsoidali ceva alungiți, măsurând (7) 8-10 x 5-6 microni. Pulberea lor este albă. Basidiile clavate îngust cu 4 sterigme fiecare au o dimensiune de 45-50 x 6-7 microni. Pileipellis (cuticula), este un trichoderm complicat de hife cu grosimea de până la 300 µm, o lățime de 4-8,5 µm în partea inferioară și până la 2,5-5 µm în partea superioară, prezentând un pigment brun intracelular și ceva pigment încrustat pe hifele cele mai subțiri. Stipitipellis (coaja tijei) este o cutis uscată alcătuită din hife cu elemente cilindrice de 2-5 µm lățime, verucile pe exterior constau din hife erecte cu elemente terminale cilindrice până clavate sau chiar fusiforme cu o dimensiune de 27-45 x 2,5-6 microni. Trama himenoforală este bilaterală. Cistidele (elemente sterile situate în stratul himenal sau printre celulele din pielița pălăriei și a piciorului, probabil cu rol de excreție) lipsesc.[9][10]
- Reacții chimice: se pare că nu au fost analizate.

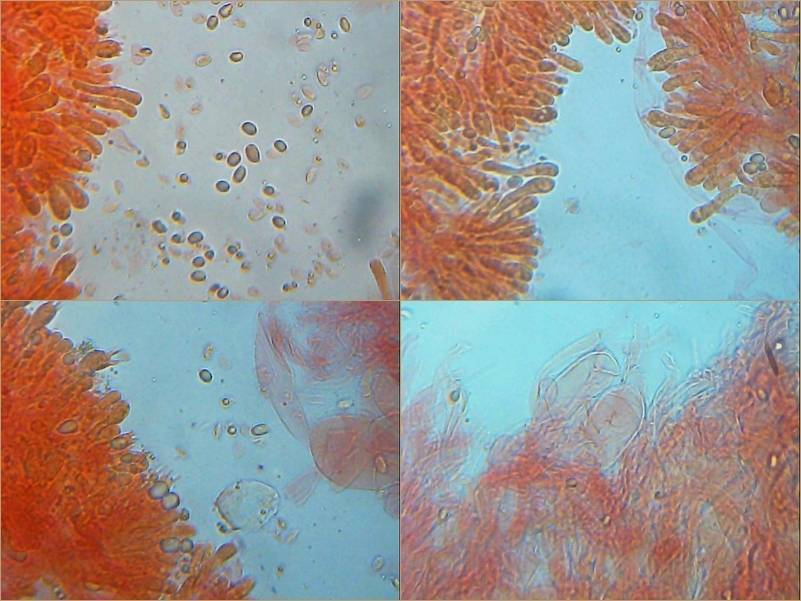
H. arbustivus, spori și basidii

## Confuzii
În mod general, Hygrophorus arbustivus poate fi confundat cu ciuperci comestibile mai mult sau mai puțin savuroase aceluiași gen cum sunt: Cuphophyllus colemannianus sin. Hygrocybe colemanniana (comestibil), Cuphophyllus pratensis sin. Hygrocybe pratensis, ciuciuleni de iarbă) (comestibil), Hygrophorus discoideus (comestibil), Hygrophorus erubescens (comestibil) Hygrophorus hypothejus (comestibil), Hygrophorus ligatus (comestibil, se dezvoltă sub molizi, fără miros sau gust specific) Hygrophorus nemoreus (comestibil), Hygrophorus olivaceoalbus (comestibil), Hygrophorus penarius (comestibil) Hygrophorus pudorinus (comestibil, de valoare culinară foarte scăzută), Hygrophorus speciosus (comestibil), sau Hygrophorus unicolor sin. Hygrophorus leucophaeus (comestibil) + imagini.

## Specii asemănătoare în imagini

Cuphophyllus colemannianus sin. Hygrocybe colemanniana
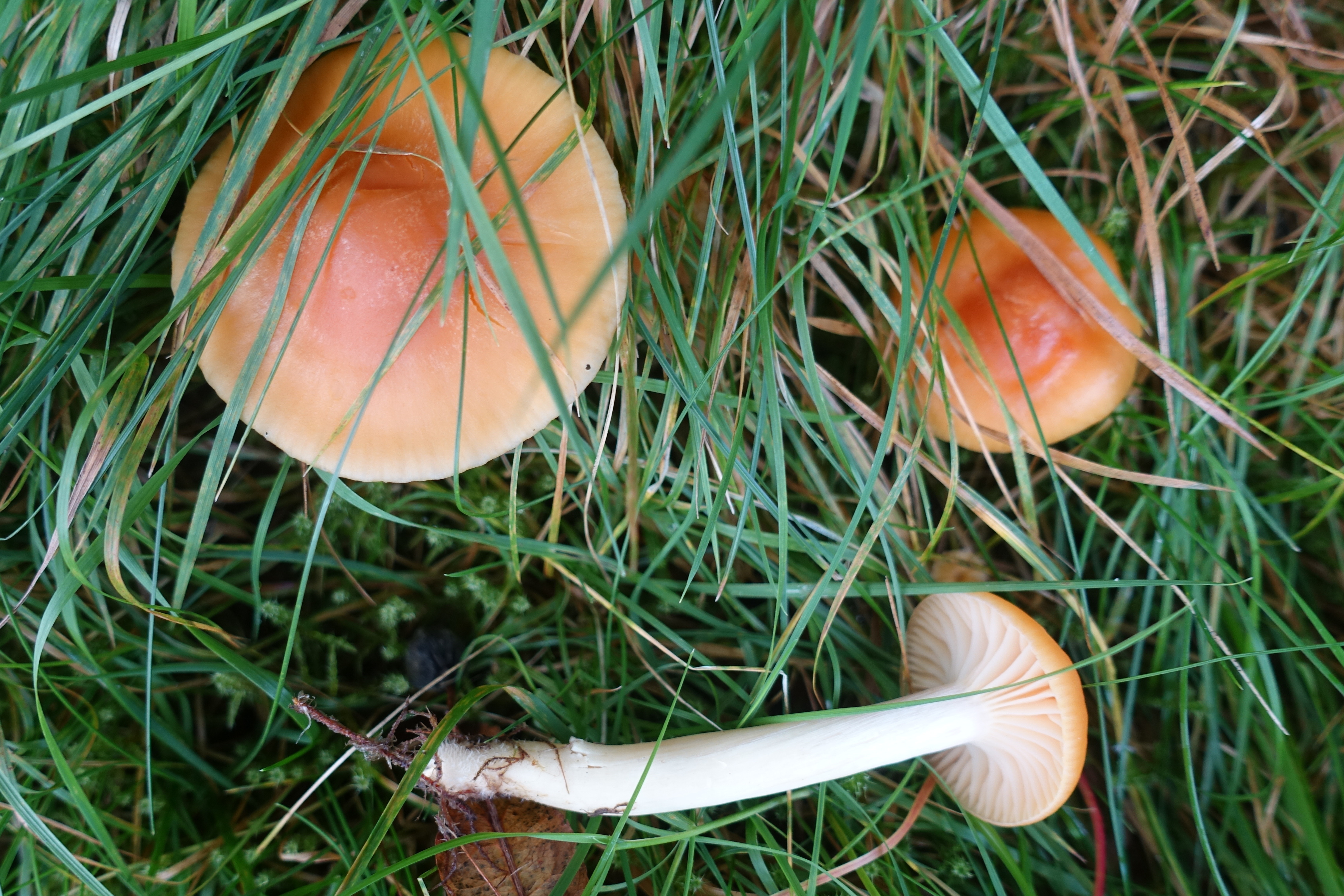
Cuphophyllus pratensis sin. Hygrocybe pratensis
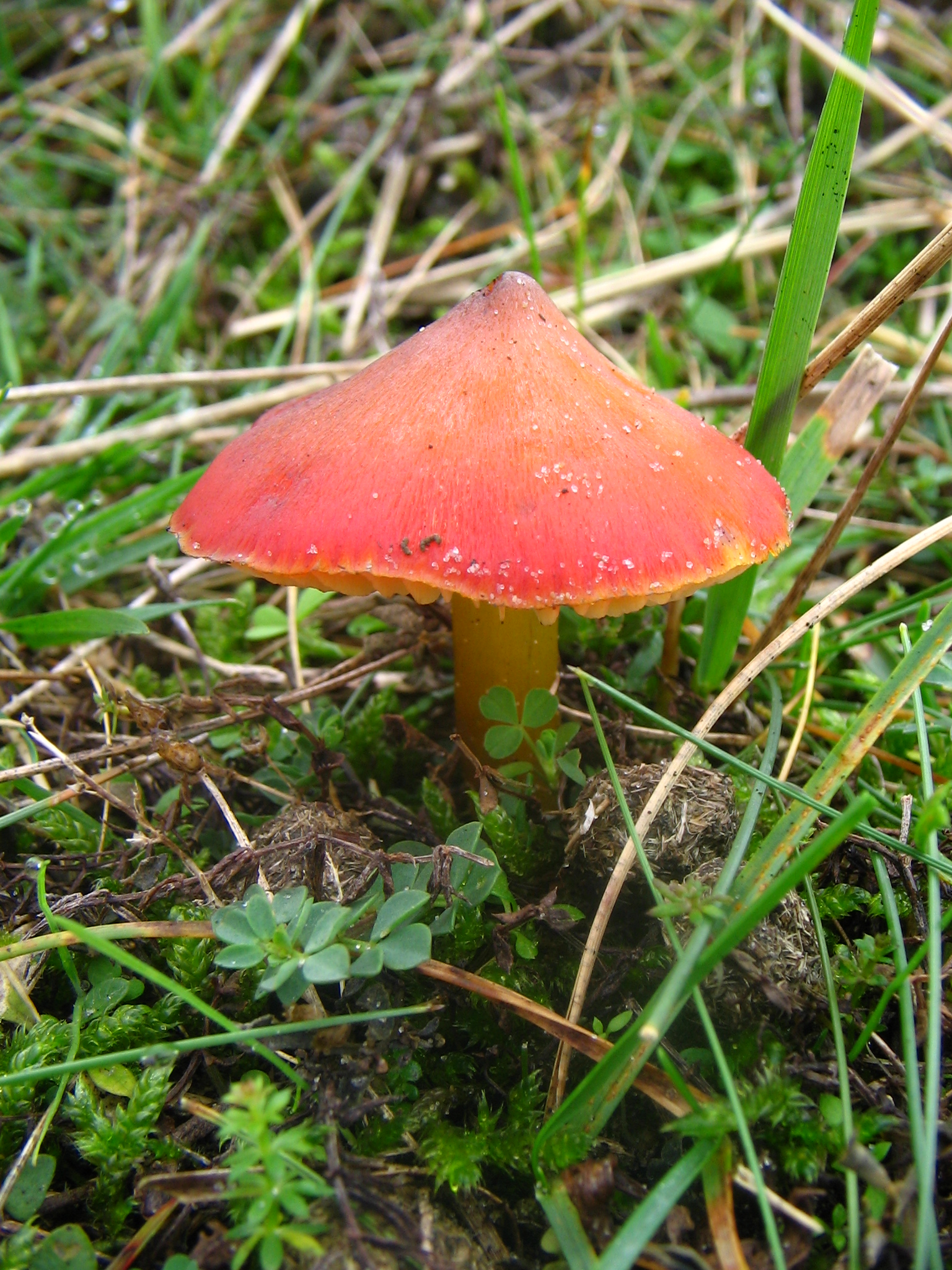
!!Hygrocybe conica!!
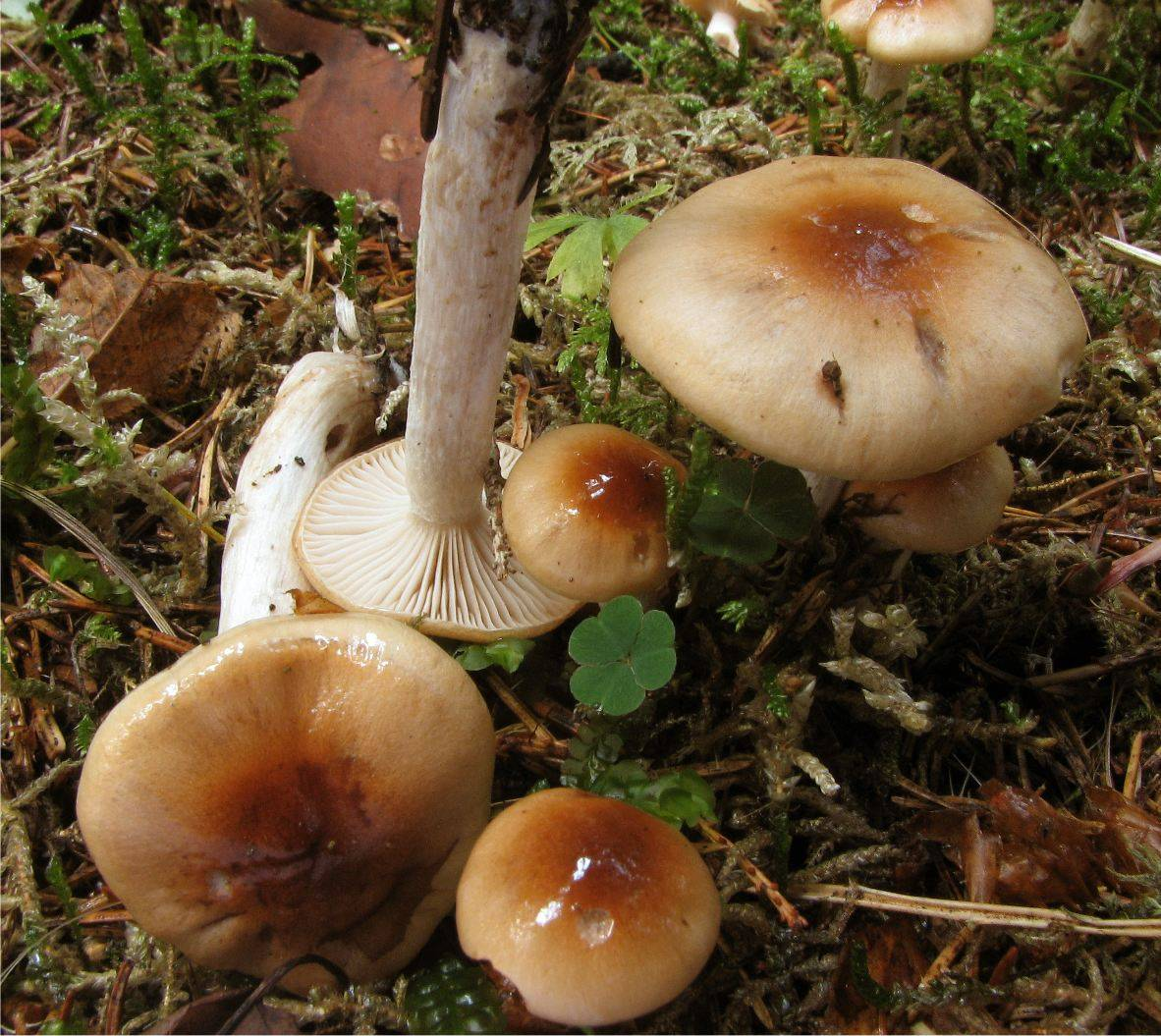
Hygrophorus discoideus
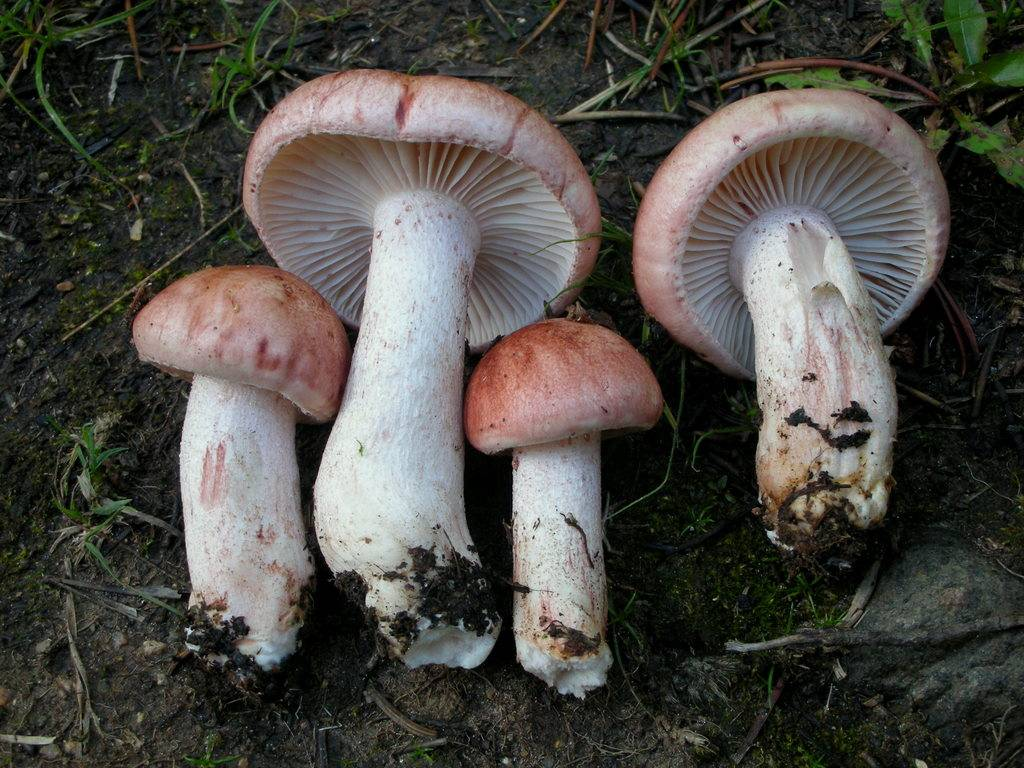
Hygrophorus erubescens
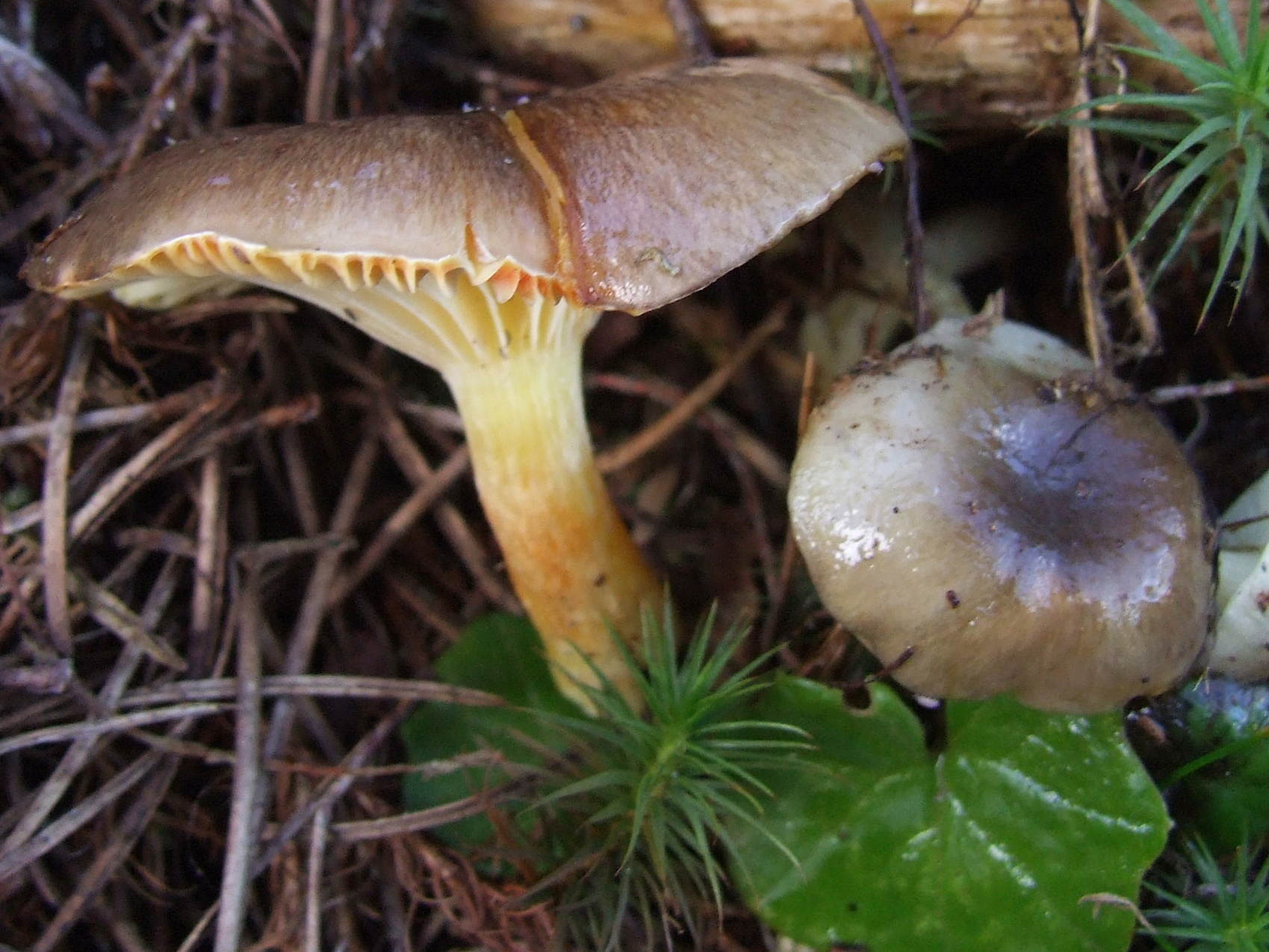
Hygrophorus hypothejus

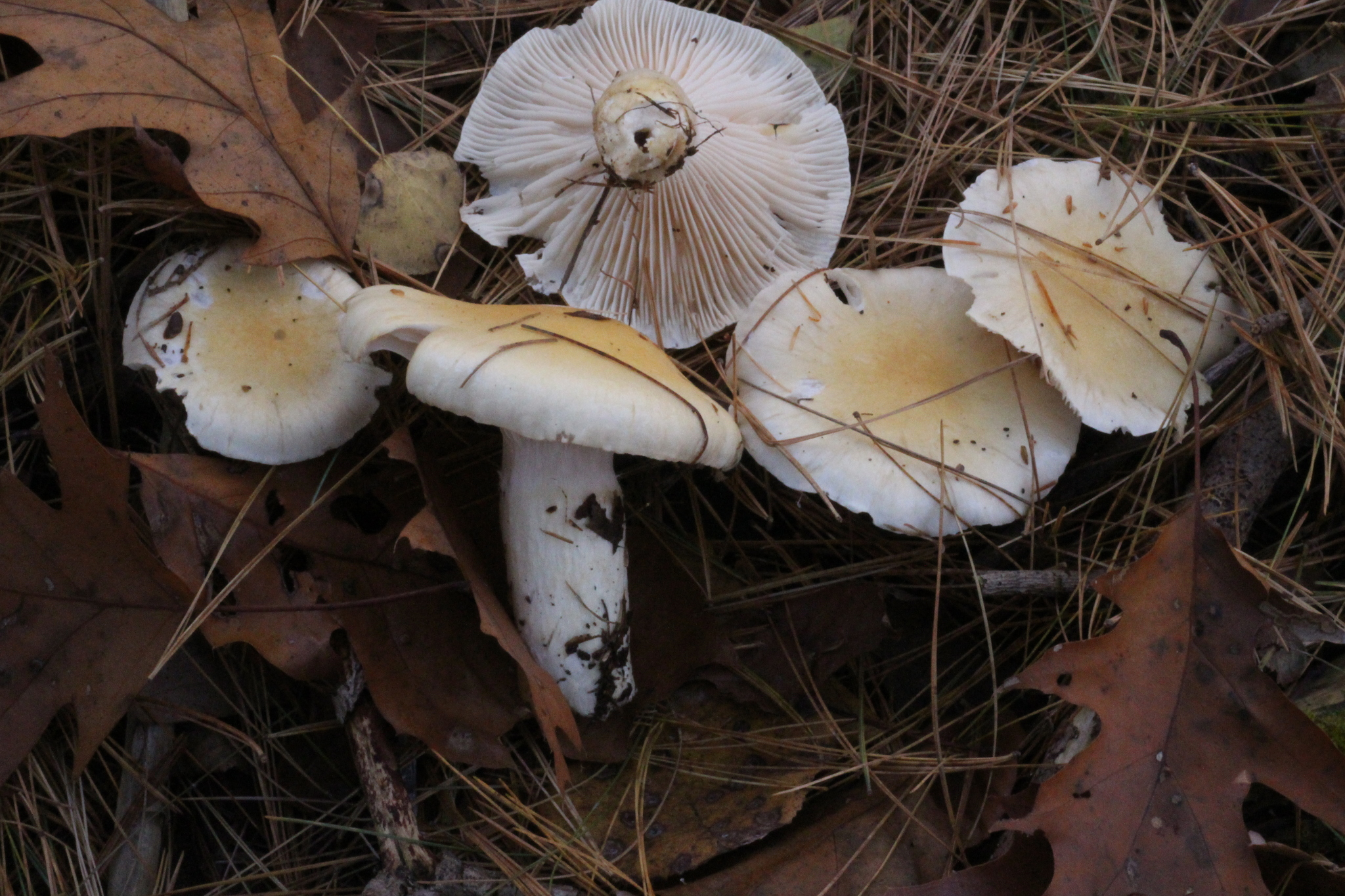
Hygrophorus ligatus
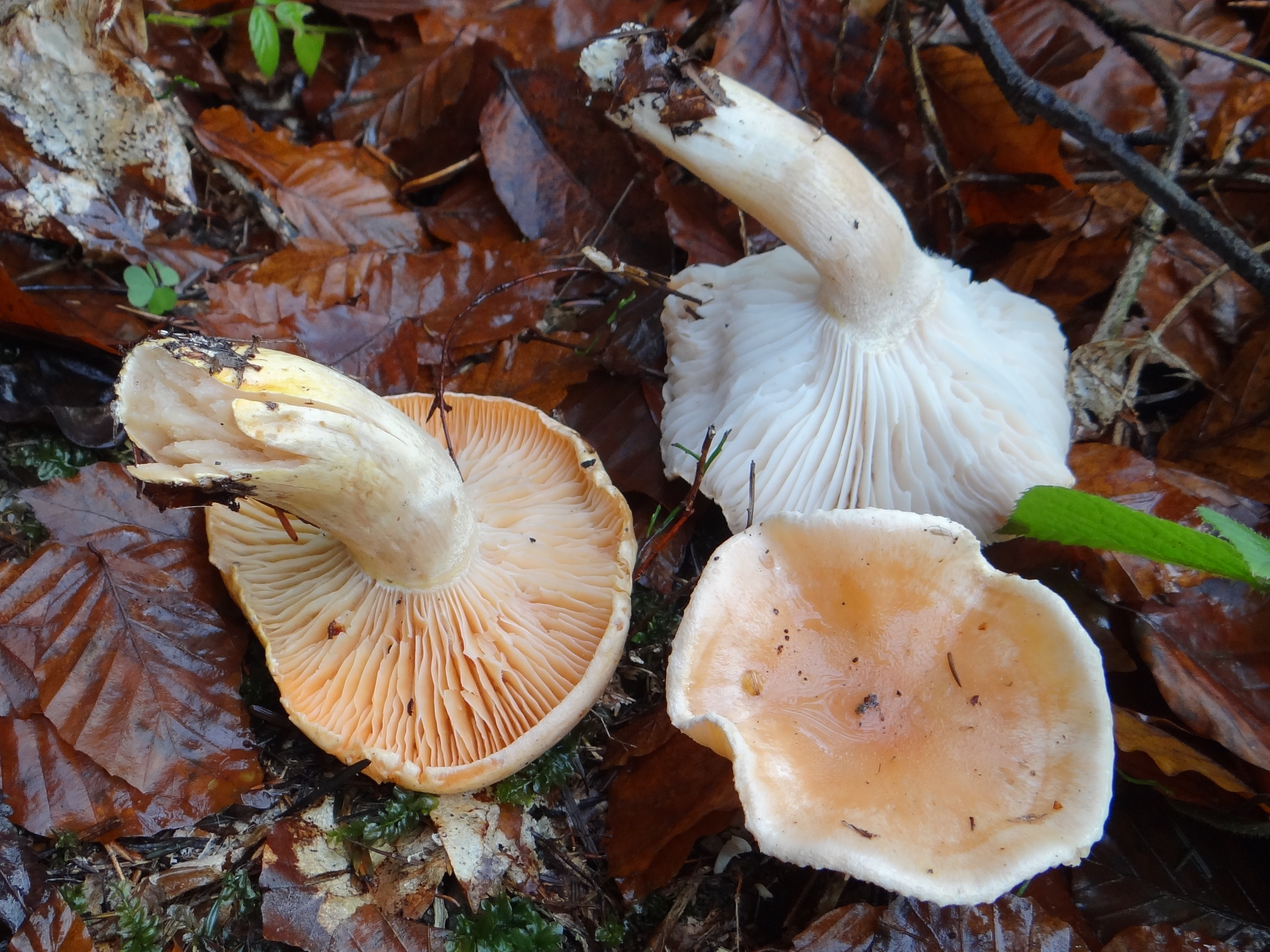
Hygrophorus nemoreus
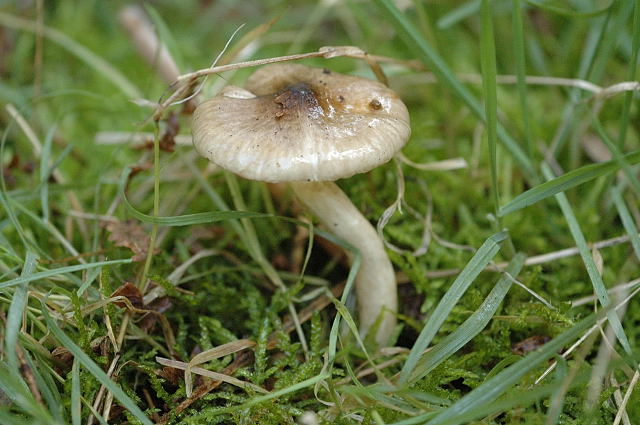
Hygrophorus olivaceoalbus
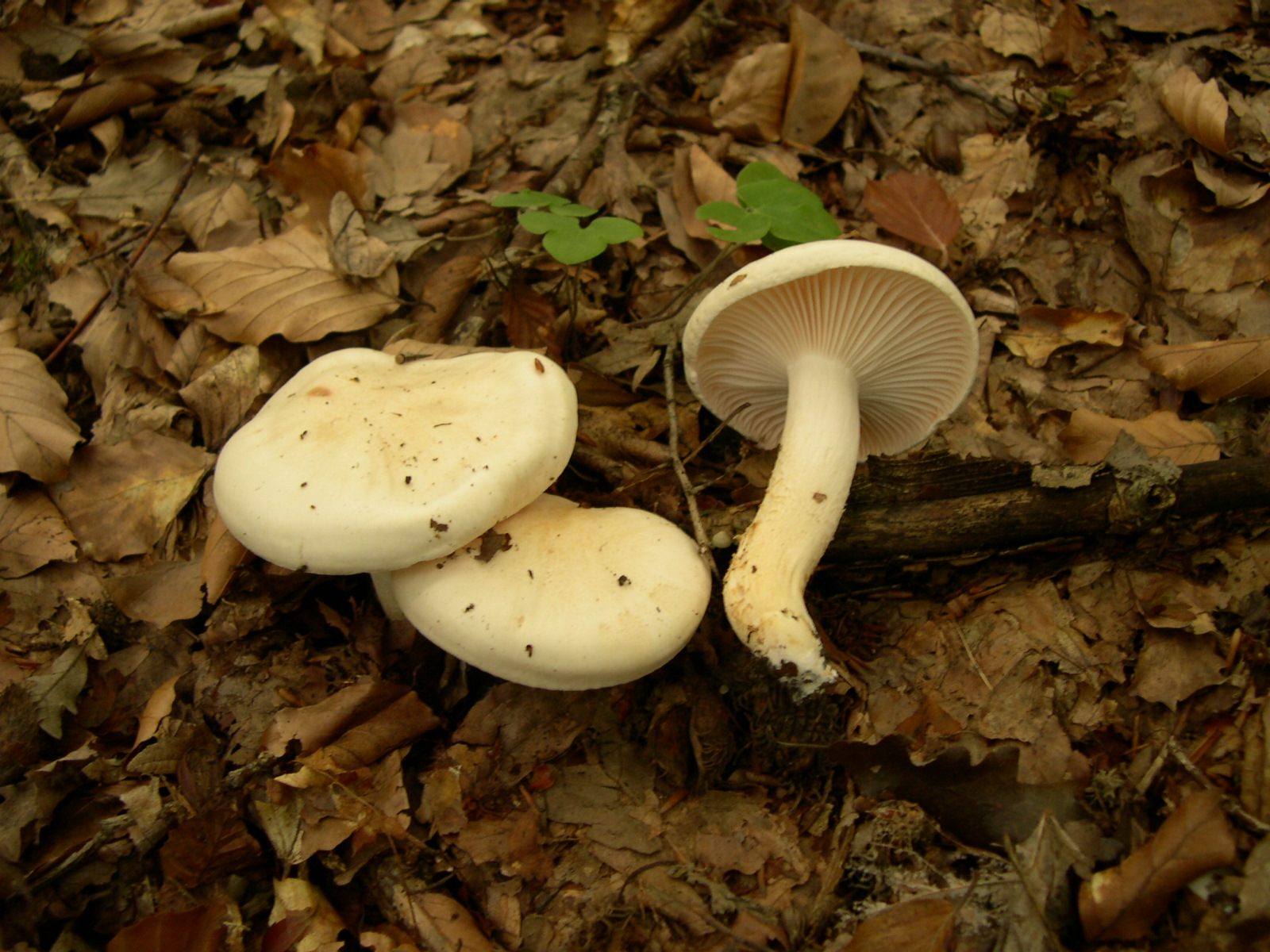
Hygrophorus penarius
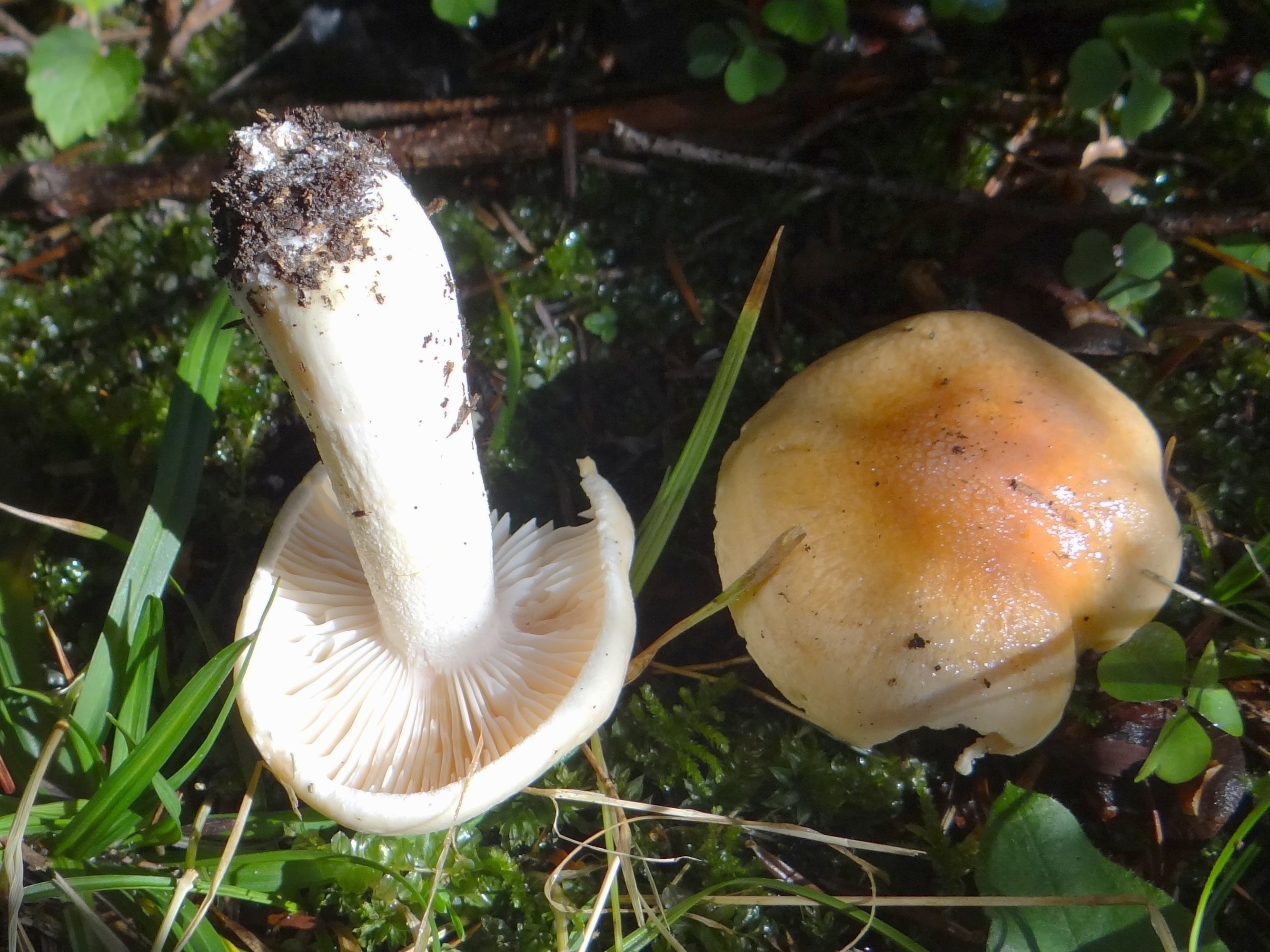
Hygrophorus pudorinus
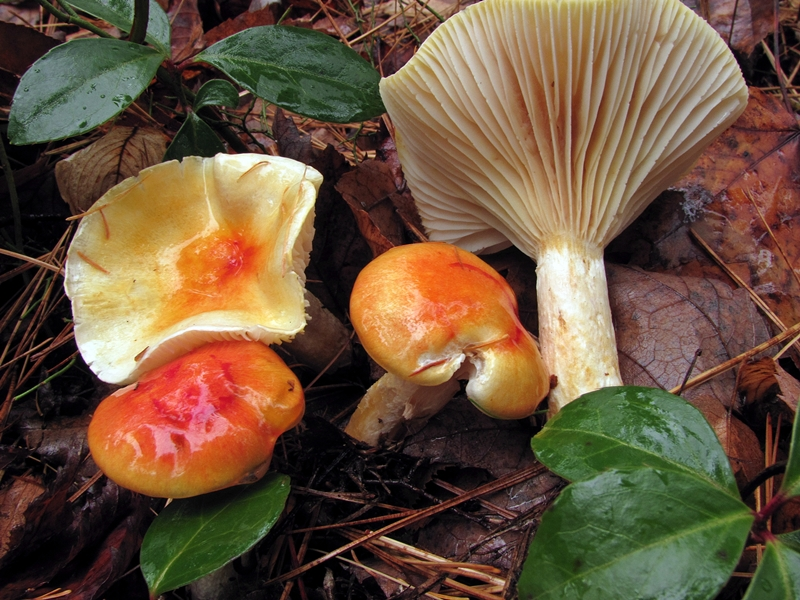
Hygrophorus speciosus

## Valorificare
Hygrophorus arbustivus este comestibil și de calitate mediocră. Se potrivește în bucătărie cel mai bine ca adăugare la o mâncare de alte ciuperci. Din cauza rarități, specia ar trebui fi cruțată și lăsată la loc.